# Голубятніков Михайло Данилович
Михайло Данилович Голубятніков (нар. 1897, місто Старобільськ, тепер Луганської області — розстріляний 25 жовтня 1937, місто Київ) — український радянський діяч, голова Чернігівського облвиконкому; народний комісар комунального господарства Української СРР. Кандидат у члени ЦК КП(б)У в січні 1934 — серпні 1937 р.

## Життєпис
Член РКП(б) з 1920 року.
На 1924—1925 роки — заступник голови виконавчого комітету Подільської губернської ради — голова державної планової комісії Подільської губернської ради. 
З березня 1925 по 1927 рік — голова виконавчого комітету Тульчинської окружної ради.
На 1928 рік — член колегії Народного комісаріату фінансів Української ССР.
У 1929 році — голова виконавчого комітету Криворізької окружної ради.
У 1929—1930 роках — голова виконавчого комітету Зінов'євської окружної ради.
З лютого по жовтень 1932 року — 1-й заступник голови виконавчого комітету Харківської обласної ради.
З жовтня 1932 року — голова Організаційного комітету Президії ВУЦВК по Чернігівській області. До 1934 року — голова виконавчого комітету Чернігівської обласної ради.
16 жовтня 1934 — 1 вересня 1936 року — заступник народного комісара земельних справ Української СРР.
1 вересня 1936 — серпень 1937 року — народний комісар комунального господарства Української СРР.
1 серпня 1937 арештований органами НКВС. 24 жовтня 1937 року вироком Військової колегії Верховного суду СРСР засуджений до вищої міри покарання, а наступного дня страчений. 22 вересня 1956 року ухвалою Військової колегії Верховного суду СРСР вирок від 24 жовтня 1937 року відмінено, а справу припинено за відсутністю складу злочину(посмертно реабілітовано).

## Документи
Документ № 174 Спецсообщение Н. И. Ежова И. В. Сталину с приложением копии телеграммы Л. Н. Бельского 26.08.1937
Совершенно секретно
Тов. СТАЛИНУ
Направляю копию телеграммы тов. БЕЛЬСКОГО.
Прошу санкции на арест МАРКИТАНА
Народный комиссар внутренних дел Союза ССР ЕЖОВ
Совершенно секретно
Арестованный нами ГОЛУБЯТНИКОВ — бывший нарком коммунального хозяйства УССР, ранее председатель Черниговского облисполкома показал, что является участником антисоветской националистической организации, проводившей активную вредительскую работу в промышленности и сельском хозяйстве, назвал ряд участников организации, в том числе МАРКИТАНА — секретаря Черниговского обкома ВКП(б). С последним был организационно связан с 1932 года.
ГОЛУБЯТНИКОВ завербовал КУЗЬМЕНКО — бывшего Наркомлеса УССР (арестовывается), КРИХА — бывшего Наркомсовхозов (арестован) и других. По показаниям ГОЛУБЯТНИКОВА МАРКИТАН был организационно связан с ХВЫЛЕЙ и ПОРАЙКО. МАРКИТАН проходит также по показаниям КУРЯТНИКОВА — бывшего начальника семенного управления Наркомзема как участник организации правых с 1927 года.
Прошу санкции на арест МАРКИТАНА.
БЕЛЬСКИЙ
23 августа 1937 г.
№ 2442
АП РФ. Ф. 3. Оп. 24. Д. 319. Л. 66—67. Подлинник. Машинопись.
На первом листе имеется резолюция Сталина: «За арест Маркитана».
Цитата із протоколу допиту Голубятникова 1937 року: «Я вважав, що плани хлібозаготівлі є перебільшеними, і що їх виконання ускладнить положення на селі і безпосередньо призведе до продовольчих ускладнень і невдоволення селян. Рахуючи, що сумніви у вірності генеральної лінії партії маються не тільки у мене, я став шукати навколо себе людей із схожими поглядами, і їх підтримку. На цю тему я балакав з Маркитаном (секретар Чернігівського обкому) і в розмовах ми виявилися однодумцями в питанні оцінки положення на селі, незгоді з політикою партії і необхідністю боротьби за зміну цієї політики». 